# Dichomeris limosellus
Dichomeris limosellus is een vlinder uit de familie tastermotten (Gelechiidae). De wetenschappelijke naam is voor het eerst geldig gepubliceerd in 1849 door Schlager.
De soort komt voor in Europa.